# Desbordesius piceus
Desbordesius piceus es una especie de insecto coleóptero de la familia Chrysomelidae. Fue descrita en 1989 por Kimoto.